# Paolo Cimpiel
Paolo Cimpiel (Pasiano di Pordenone, 12 giugno 1940) è un ex calciatore italiano, di ruolo portiere.

## Carriera
L'inizia a giocare in porta nelle squadre dilettantistiche di Tiezzo ed Azzanese, prima di approdare in serie D nel Portogruaro. Le ottime prestazioni nella squadra veneta lo portano direttamente in serie A nel Bologna. Dopo un anno in prestito al Trapani, il debutto in Serie A nel 1962 con il Bologna. Con la stessa squadra vince la Mitropa Cup nel 1961 e ha totalizzato 12 presenze in massima serie
Ha inoltre disputato 268 incontri in Serie B, difendendo i pali di Verona, Catanzaro, Cesena, Taranto e Pescara, Chieti. Nel 1964-65 ha giocato per il Brescia difendendo la porta delle rondinelle in due gare di Coppa Italia.
Nel 1976 ha militato per una stagione nel Toronto Metros-Croatia, vincendo la North American Soccer League 1976 in squadra con il campione portoghese Eusébio.
L'anno dopo resta in Canada per giocare nel Toronto Italia, squadra della National Soccer League. Con il club di Toronto ottenne il secondo posto nella National Soccer League 1977 ma si distinse come miglior portiere del campionato.
Chiude la carriera nell'Osimana dove vince il campionato Interregionale 1977-1978 e disputa i successivi tre campionati in serie C2.
Finita la carriera da calciatore, torna nella città felsinea e si dedica alla formazione dei portieri del futuro nella Compagnia Atleti di Bologna dell'Esercito, tra i suoi allievi durante il servizio militare anche Sebastiano Rossi e Francesco Toldo.

## Palmarès
- Coppa Mitropa: 1

Bologna: 1961
- Campionato NASL: 1

Toronto Metros-Croatia: 1976
- Serie C: 1

Pescara: 1973-1974